# Mont Bengoué
Le mont Bengoué est une montagne du Gabon, le point culminant du pays. Il se situe à une altitude de 1 070 mètres dans la province d'Ogooué-Ivindo.